# Abyssura
Abyssura is een geslacht van slangsterren uit de familie Ophiuridae.

## Soorten
- Abyssura brevibrachia Belyaev & Litvinova, 1976